# Марьянович, Верона
Верона Марьянович (босн. Verona Marjanović; 1 февраля 1974, Сараево, СФРЮ) — боснийская саночница, участница Олимпийских игр 1994 года.

## Биография
Дочь серба и хорватки.
Была участницей Зимних Олимпийских игр 1994 года в одиночном катании. После четырёх заездов её результат составлял 3:24,779 минуты, что на 9,262 секунд больше, чем у победителя — итальянки Герды Вайсенштайнер. В итоге, Марьянович заняла 23 место. Во время пребывания в Олимпийской деревне она признавалась, что ей почти стыдно быть на Олимпиаде, в то время как её соотечественники дома голодают и умирают.